# Johann Pupper
Johann Pupper (Goch, ca. 1410 - Mechelen, 24 maart 1475), ook Johannes van Goch of gelatiniseerd Johannes Pupperus Gochianus, was een Gelderse augustijn en kerkhervormer. Hij wordt gezien als een voorloper van de Reformatie.

## Leven en werk
Pupper werd geboren in Goch in het hertogdom Gelre en studeerde waarschijnlijk in Parijs. In 1451 stichtte hij het klooster Tabor bij Mechelen, een priorij van augustijner kanunnikessen waarvan hij de leiding nam.
Uit zijn geschriften blijkt dat hij dicht stond bij de Moderne Devotie, de Broeders van het Gemene Leven en het nominalisme. Hij keerde zich tegen het pelagianisme en wilde terug naar de Bijbel als enige bron van religieuze waarheid. In het theologische debat over de beloning van goede werken stond hij kritisch tegenover de leer van de 'automatische' verdienste (meritum de condigno). Volgens Pupper was er slechts een onvolmaakt recht op beloning, vrij door God toegekend (meritum de congruo).
Zijn werk werd vanaf 1520 postuum in druk gebracht door Cornelius Grapheus. Het werd in 1540 bij keizerlijk plakkaat verboden.

## Publicaties
- De libertate christiana, 1473 (druk 1521)
- De quatuor erroribus circa legem evangelicam exortis (druk 1523)
- Epistola apologetica (druk 1521)